# Fiat 522
La Fiat 522 est une automobile fabriquée par le constructeur italien Fiat entre 1931 et 1933.
Remplaçante de la Fiat 521, la Fiat 522 inaugura une fabrication reposant sur 2 châssis de longueurs différentes et proposa donc 2 modèles semblables : la Fiat 522C (châssis court) et la Fiat 522L (châssis long).
Cette automobile reçut, en première mondiale, une boîte à 4 vitesses synchronisées. Le moteur était un 6 cylindres en ligne monobloc de 2516 cm³ développant 52 cv.
Presque 6 000 exemplaires furent construits. Fiat inaugura, avec ce modèle, son logo rectangulaire à fond rouge et lettres d'or.
Une version CSS fut également construite, qui possédait un moteur à taux de compression élevé et double carburateur.
Fiat proposa, au Salon de Genève 1932, une version 522S avec un châssis intermédiaire et deux carrosseries à 2 ou 4 portes. 722 exemplaires furent construits.

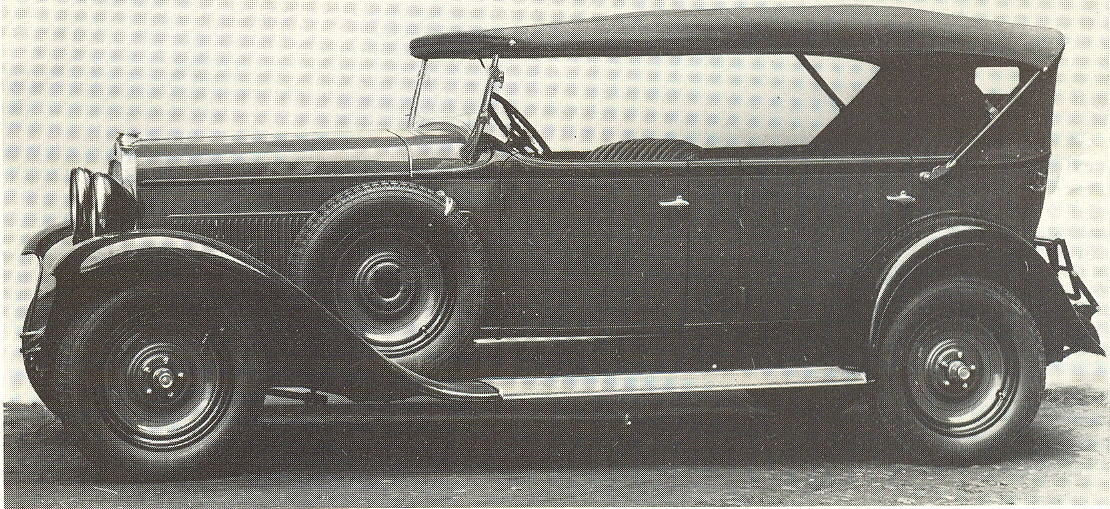
Fiat 522L

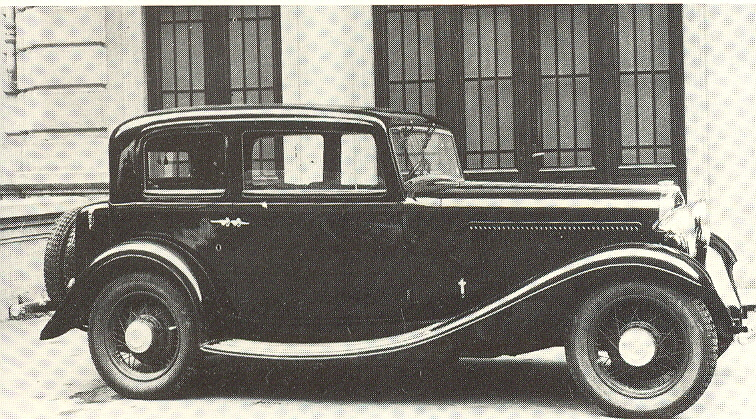
Fiat 522S Sport